# Lene Jenssen
Pour les articles homonymes, voir Jenssen.
Lene Jenssen (née le 22 avril 1957 à Fredrikstad) est une nageuse norvégienne médaillée d'argent au championnat du monde 1978. Elle a nagé pour les clubs de natation Kongsten et Åsnes Svømmeklubb. Elle est l'ex-femme du nageur suédois Per Holmertz.

## Carrière
Elle est la première médaillée de la Norvège à un championnat du monde en natation. Cela s'est produit le 28 août 1978, quand elle a décroché l'argent dans le 100 m libre, seulement battu par l'Est-Allemande Barbara Krause. Pour cette réalisation, elle a reçu la médaille d'or du Morgenbladet et le titre de Sportif norvégien de l'année.
Jenssen a également pris l'argent à la Coupe du Monde en 1979.
Elle a remporté la Coupe Royale à trois reprises - en 1976, 1978 et 1979, et remporte 18 titres de championne de Norvège, 11 sur 100 mètres nage libre, trois de 200 mètres libre, trois sur 200 mètres quatre nages et une fois sur 4 x 100 mètres nage libre. Elle a battu 28 records norvégiens, dont 16 sur 100 mètres nage libre. Son meilleur résultat est de 56,82 secondes, un record dans les pays nordiques.
En 1978, elle a reçu le Prix d'Honneur Porsgrunn.